# Stiftung gegen Rassismus und Antisemitismus
Die Stiftung gegen Rassismus und Antisemitismus (GRA) (französisch Fondation contre le racisme et l’antisémitisme, italienisch Fondazione contro il razzismo e l’antisemitismo) ist eine 1990 gegründete Schweizer Stiftung mit Geschäftssitz in Zürich.
Die Stiftung unterstützt gemäss ihrem Stiftungszweck Personen und Institutionen, die sich für Toleranz und Verständnis gegenüber den mit der Schweiz historisch verbundenen Minderheiten einsetzen und deren Diskriminierung im Allgemeinen und den Antisemitismus im Besonderen bekämpfen.
Stifter und erster Präsident der GRA war der Rechtsanwalt Sigi Feigel. Von 2017 bis 2023 nahm Pascal Pernet die Funktion des Präsidenten ein. Seit 2024 amtet Dr. Zsolt Balkanyi-Guery als Präsident der Stiftung.

## Stiftungsziel
Die Stiftung setzt sich für die Menschenrechte und die Erhaltung der Demokratie Schweizer Prägung ein. Sie arbeitet interkonfessionell und überparteilich, setzt sich ein für eine bessere Verständigung sowie für ein friedliches und respektvolles Zusammenleben der Mehrheit mit den Minderheiten und umgekehrt.

## Tätigkeitsfelder
Die Tätigkeitsfelder der Stiftung beinhalten Öffentlichkeitsarbeit sowie Engagement in den Bereichen Bildung und Erziehung, Politik und Rechtliches. Sie steht in enger Zusammenarbeit mit der Gesellschaft Minderheiten in der Schweiz GMS und der Stiftung Erziehung zur Toleranz SET.
Die Stiftung unterstützt die Realisierung von Projekten der Stiftung Erziehung zur Toleranz, die sich in Zusammenarbeit mit dem Pestalozzianum Zürich für das Erstellen von Bildungsmedien engagiert. Die Lehrmittel sollen mithelfen, die Erziehungsarbeit von Eltern und Lehrpersonen zu Gunsten von interkulturellen Kompetenzen zu vertiefen mit dem Ziel, junge Menschen zu mündigen Bürgern wachsen zu lassen, die Mitmenschen aus anderen Kulturen und Erlebnisbereichen mit Respekt begegnen und mit ihnen in gegenseitiger Wertschätzung friedlich zusammenzuleben.
Die Stiftung unterstützt Arbeitskreise und Gruppen, die sich für eine humane Behandlung ausländischer Gruppen während ihres Aufenthaltes in der Schweiz und dafür einsetzen, dass Asylsuchende nicht zurückgesandt werden, solange sie in ihrer Heimat gefährdet sind.

## Projekte

### Glossar, Chronologie
Auf der Website der Stiftung wird ein Glossar zu historisch belasteten Begriffen angeboten und eine Chronologie über rassistische Vorfälle in der Schweiz geführt. Letztere wird monatlich aktualisiert, eine Zusammenfassung wird jährlich publiziert.
Die auf der Website der GRA gelistete Chronologie sorgte im Jahre 2009 für Aufruhr. Die Stiftung führte nämlich den Präsidenten der Jungen SVP Thurgau, Benjamin Kasper, in ihrer Chronologie unter verbalem Rassismus, weil er sich in einer Rede zur Minarettverbots-Initiative für eine Schweizer Leitkultur und gegen die Ausbreitung des Islams in der Schweiz aussprach. Kasper klagte nach der Veröffentlichung gegen die GRA wegen Persönlichkeitsverletzung. Das Bezirksgericht Kreuzlingen gab in seinem Urteil der GRA Recht und vertrat sogar die Auffassung, dass Personen, die sich für das Minarettverbot einsetzen, damit rechnen müssen, als Rassisten bezeichnet zu werden. Das Urteil sorgte schweizweit für Aufsehen. Kasper zog das Urteil mit seinem Anwalt Hermann Lei vor das Obergericht und erhielt dort Recht.
Die Stiftung beschwerte sich gegen das Urteil beim Europäischen Gerichtshof für Menschenrechte (EGMR). Dieser entschied, die Schweiz habe damit die Meinungsäusserungsfreiheit der Stiftung verletzt. Die Schweiz muss die Stiftung mit 5000 Euro entschädigen. (EGMR-Entscheid Nr. 18597/13 vom 9. Januar 2018)

### Spot it! Stop it!
2007 lud die Stiftung Jugendliche und Lehrpersonen ein, ein Storyboard oder kurzes Drehbuch für einen Fernseh- oder Kino-Spot zu den Themen Rassismus, Antisemitismus oder Behinderung zu schreiben. Die vier besten Ideen wurden von einem professionellen Filmteam des Schweizer Fernsehens realisiert. Sie waren im Fernsehen, in Kinos und auf e-boards in der ganzen Schweiz zu sehen.

### Vereint gegen Rassismus
Die GRA koordinierte die Kampagne bei der Fussball-Europameisterschaft 2008, die von Football Against Racism in Europe FARE in Zusammenarbeit mit der UEFA durchgeführt und von der internationalen Spielervereinigung FIFPro unterstützt wurde.

### Lève-toi!
Die GRA veranstaltete 2009/2010 in Zusammenarbeit mit der Eidgenössischen Fachstelle für Rassismusbekämpfung einen Video-Wettbewerb, aus dessen Beiträgen ein Musikvideo geschnitten wurde zum Song La peur de l’autre des Lausanner Musikers Stress.

### Antisemitismusbericht
Die GRA gibt zusammen mit dem Schweizer israelitischen Gemeindebund (SIG) einen jährlichen Antisemitismus-Bericht heraus. Für die Deutschschweiz ist die Zahl der Vorfälle im Berichtsjahr 2019 ausserhalb des Internets (Gewalt, Beschimpfungen, Sach- beschädigungen, Schmierereien) stabil, und es wurden keine Tätlichkeiten gegen Juden oder Sachbeschädigungen gegen jüdische Einrichtungen registriert. Anders in der Westschweiz, wo die Gewalttätigkeiten gegen Personen zunahmen. Die CICAD verzeichnete 2019 mehr körperliche und verbale Übergriffe, und es waren mehrere Synagogen Ziel von Vandalismus. Die meisten der in der Schweiz erfassten antisemitischen Vorfälle finden im Internet und insbesondere in den sozialen Medien statt. Dies trifft auf die ganze Schweiz zu.
In den Jahren 2020/2021 beschäftigte sich der Bericht auch mit Corona-Leugnern, welche „mächtigen Juden“ einen Profit durch die Pandemie unterstellten. Die Zahlen der Vorfälle stiegen während der Pandemie laut dem Bericht stark an. Beim Bericht für das Jahr 2022 sei Corona „nicht mehr das grosse Thema“, die Verschwörungstheorien seien aber geblieben. Diese Subkultur sei im Internet vor allem auf Telegram aktiv. Grund für Besorgnis unter Schweizer Juden sei das Fehlen mahnender Stimmen in diesen Kanälen. Um „einer Strafverfolgung zu entgehen, zugleich aber eine antisemitische Gesinnung propagieren zu können“, würden die Mitglieder der Subkultur Hundepfeifen-Codes wie die Achtundachtzig anwenden, welche nicht allgemeinverständlich seien, aber die Insider der Subkultur verstünden, was gemeint sei. Laut dem Analysten Cyril Lilienfeld ist auch der Ausdruck Chasaren oft im Umlauf. Vor der Corona-Zeit habe es Vorfälle aufgrund einzelner tagesaktueller Trigger gegeben, die Leute seien nicht ohne Auslöser auf Facebook gegangen. Ab Corona seien die Vorfälle mehr durchgehend geschehen.

## Preise

### Fischhof-Preis
Gemeinsam mit der Gesellschaft Minderheiten in der Schweiz verleiht die Stiftung gegen Rassismus und Antisemitismus alle zwei Jahre den Nanny und Erich Fischhof-Preis an Persönlichkeiten oder Institutionen, die sich in der Bekämpfung von Rassismus und Antisemitismus in der Schweiz verdient gemacht haben.

### Max und Erika Gideon Schulpreis
In Zusammenarbeit mit der Stiftung Erziehung zur Toleranz wird alle zwei Jahre der Max und Erika Gideon Schulpreis verliehen. Er geht an Schüler und Lehrer, die sich auf dem Gebiete der Bekämpfung des Fremdenhasses und des Antisemitismus hervorgetan haben.

### Preis für Menschlichkeit und Medienpreis
Bei besonderer Gelegenheit wird auch der Preis für Menschlichkeit verliehen für Personen, die sich in humanitärer Beziehung allgemein verdient gemacht haben, oder der Medienpreis für Journalisten, die sich in den Medien für Humanität und Menschlichkeit einsetzen.
| Jahr | Preis                    | Preisträger                                                        |
| ---- | ------------------------ | ------------------------------------------------------------------ |
| 1992 | Medienpreis              | Klara Obermüller, Journalistin                                     |
| 1994 | Medienpreis              | Regula Heusser Markun, Redaktorin Hans-Peter Meng, Radiojournalist |
| 1995 | Preis für Menschlichkeit | Heidi und Peter Zuber, Flüchtlingshelfer                           |
| 1997 | Preis für Menschlichkeit | Peter Arbenz, Delegierter des Bundesrates für das Flüchtlingswesen |
| 2005 | Medienpreis              | Hans Stutz, Journalist und Autor                                   |